# Alfons Cornella
Alfons Cornella (Barcelona, 1958) és fundador l'any 2000 d'Infonomia, empresa de serveis d'innovació, i de Institute of Next.
Ha publicat 36 llibres sobre ciència, tecnologia i innovació, així com més de 1.000 articles sobre el paper de les tecnologies en la transformació de les empreses. Ha estat consultor d'algunes de les companyies més grans de l'Estat espanyol i comparteix les seves idees i experiències a través de conferències i seminaris sobre la innovació davant d'unes 15.000 persones cada any.